# Wadim Semjonowitsch Spiridonow
Wadim Semjonowitsch Spiridonow (russisch Вадим Семёнович Спиридонов; * 14. Oktober 1944 in Moskau, Russische SFSR, Sowjetunion; † 7. Dezember 1989 ebenda) war ein sowjetischer Filmschauspieler und Synchronsprecher russischer Herkunft.

## Leben
Nach abgeschlossenem Schauspielstudium am Gerassimow-Institut für Kinematographie (WGIK) arbeitete Spiridonow von 1971 bis 1989 am Staatstheater der Filmschauspieler in Moskau. Seit 1969 spielte er in zahlreichen Filmen mit und synchronisierte russische und ausländische Filmrollen. Die erste Filmrolle war 1969 eine Nebenrolle an der Seite von Natalja Belochwostikowa und Wassili Schukschin im Film Am See. Nach dem Ende der Dreharbeiten wurde Spiridonow von Schukschin für die Rolle des Wassili Tschulkow im Film Reisebekanntschaften eingeladen, bei dem Schukschin Regie führte.
Als Synchronsprecher vertonte er Filmstars wie Alain Delon, Gérard Depardieu, Jack Nicholson, Michel Piccoli, Patrick Macnee, Martin Landau, Sergiu Nicolaescu und Amitabh Bachchan.
Spiridonow spielte die Hauptrolle in der Filmreihe Der ewige Ruf (Вечный зов), in der das Leben der Familie Saweljew in der Zeit von 1906 bis 1961 dargestellt wird. Im Film Die Demidows über das russische Adelsgeschlecht Demidow verkörperte er 1983 den russischen Unternehmer und Bergbau-Industriellen aus dem 18. Jahrhundert Akinfi Demidow. 1984 spielte er Semjon Budjonny, der die 1. Rote Reiterarmee im Russischen Bürgerkrieg befehligte.
Am 7. Dezember 1989 sollte Spiridonow zu den Dreharbeiten nach Minsk reisen. Ein paar Stunden vorher legte er sich schlafen und wachte nicht mehr auf. Er starb mit 45 Jahren an einem Herzinfarkt infolge einer Herzinsuffizienz. Am 10. Dezember wurde er auf dem Wagankowoer Friedhof beigesetzt.

## Privates
Spiridonow war mit Valentina Sergejewna Spiridonowa (* 1942) verheiratet.

## Filmografie (Auswahl)

### Als Schauspieler
- 1970: Am See (У озера/U osera)
- 1972: Bändigung des Feuers (Укрощение огня/Ukroschtschenije ognja)
- 1972: Heißer Schnee (Горячий снег/Gorjatschij sneg)
- 1972: Pjotr Rjabinkin (Пётр Рябинкин/Pjotr Rjabinkin)
- 1973: Reisebekanntschaften (Печки-лавочки/Petschki-lawotschki)
- 1973–1983: Der ewige Ruf (Вечный зов/Wetschnyj sow)
- 1979: Vater und Sohn (Отец и сын/Otez i syn)
- 1981: Peters Jugend (Юность Петра/Junost Petra)
- 1983: Die Demidows (Демидовы/Demidowy)
- 1984: Die erste Reiterarmee (Первая конная/Perwaja konnaja)

### Als Synchronsprecher
- 1963: Cleopatra als Rufio (Martin Landau)
- 1974: Sintflut als Offizier Braun (Jerzy Fedorowicz)
- 1975: Panik im Tokio-Express als Tetsuo Okita (Ken Takakura)
- 1975: Quartett Bestial als Pierre Losseray (Michel Piccoli)
- 1975: Beruf: Reporter als David Locke (Jack Nicholson)
- 1976: Die Macht und ihr Preis als Dr. Maxia (Paolo Bonacelli)
- 1977: Mimino als Wladimir Nikolajewitsch (Eduard Isotow)
- 1977: Dharam Veer als Singh (Pran)
- 1977: Die Tiefe als David Sanders (Nick Nolte)
- 1977: Giganten der Vorzeit als Takashi Ashizawa (Tsunehiko Watase)
- 1979: Hurricane als Jack Sanford (Timothy Bottoms)
- 1980: Killer stellen sich nicht vor als Michel Gerfaut (Alain Delon)
- 1981: Diva als Gorodish (Richard Bohringer)
- 1981: Der Hornochse und sein Zugpferd als Campana (Gérard Depardieu)
- 1982: Herrscher der Zeit als Jaffar
- 1983: Zwei irre Spaßvögel als Jean Lucas (Gérard Depardieu)
- 1985: Die Legende der Festung Suram (liest den Text)

## Auszeichnungen (Auswahl)
- 1979:  Staatspreis der UdSSR[5]
- 1984:  Verdienter Künstler der RSFSR[6]